# O Aventuroso Simplicissimus
O Aventuroso Simplicissimus (em alemão:  Der abenteuerliche Simplicissimus Teutsch) é um romance picaresco do estilo barroco, escrito em cinco livros de Hans Jakob Christoffel von Grimmelshausen, publicados em 1668, com a continuação, Continuatio, aparecendo em 1669. No Brasil, foi publicado pela Editora UFPR, da Universidade Federal do Paraná, em 2009, com tradução de Mario Frungillo.
Inspirado nos eventos e horrores da Guerra dos Trinta Anos, que devastou a Alemanha de 1618 a 1648, é considerado o primeiro romance de aventura em língua alemã, e a obra-prima pioneira do romance alemão.
O subtítulo completo é "O relato da vida de um estranho errante chamado Melchior Sternfels von Fuchshaim: ou seja, onde e de que maneira ele veio a este mundo, o que ele viu, aprendeu, experimentou e suportou nele; também por que ele o deixou novamente por sua própria vontade".

## Estrutura
O Aventuroso Simplicissimus consiste em cinco livros publicados em 1668, com uma continuação, Continuatio. aparecendo em 1669. Cada livro, por sua vez, é dividido em capítulos. O Continuatio é considerado o sexto livro do mesmo ciclo, pelos estudiosos, embora Grimmelshausen tenha produzido ao todo dez títulos que ele alegou pertencerem ao mesmo conjunto.
A tradução para o inglês, de Alfred Thomas Scrope Goodrick (1912) incluiu os cinco livros e capítulos selecionados da continuação. A tradução completa por Monte Adair (1986–2012) inclui a continuação como Livro Seis. A tradução brasileira, de Mario Frungillo, também é uma versão completa dos seis livros.
O Aventuroso Simplicissimus foi publicado como obra de Samuel Greifnsohn vom Hirschfelt (Hirschfeld), sendo o alemão Schleifheim von Sulsfort seu suposto autor, mas estes foram deduzidos como pseudônimos anagramáticos do verdadeiro autor, Hans Jakob Christoffel von Grimmelshausen, cujo nome é divulgado apenas com as iniciais "HICVG" em um anúncio próximo ao final do trabalho publicado (Beschluss ,"pós-escrito" da Continuatio).
A primeira edição imita ter sido impressa em Mompelgart (Mömpelgart, atual Montbéliard, França) por "Johann Fillion", mas foram impressas em Nürnberg, por Wolff Eberhard Felßecker, e embora o colofão indicasse 1669 como data, o publicação já havia aparecido em 1668.

## Resumo do Enredo

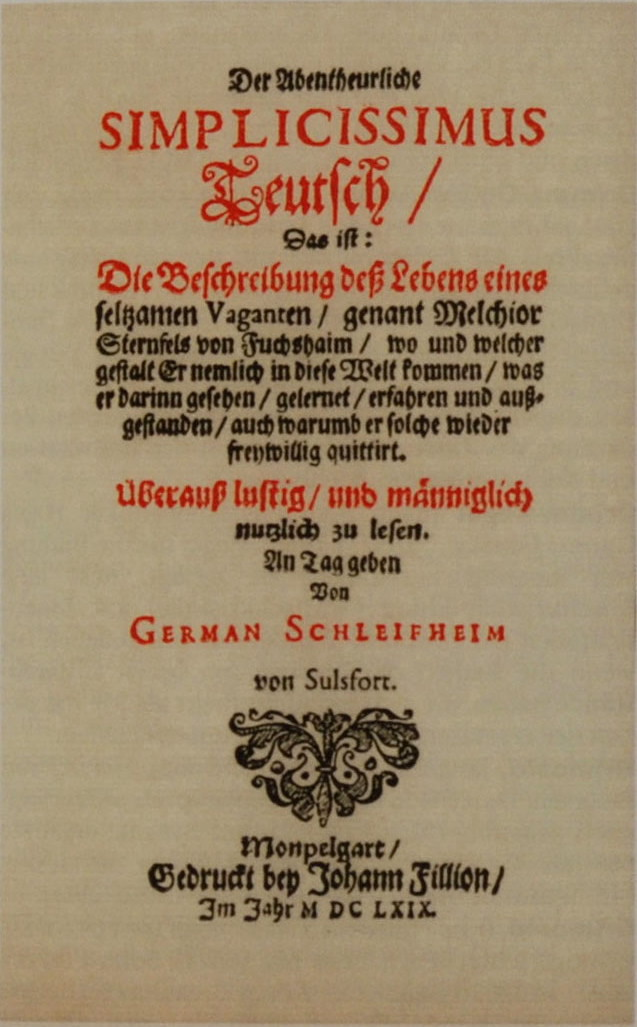
Página de rosto da primeira edição, 1669.

O romance é narrado a partir da perspectiva de seu protagonista, Simplicius, um malandro ou pícaro típico do romance picaresco. O personagem vive no tumultuado mundo do Sacro Império Romano durante a Guerra dos Trinta Anos. Criado por uma família de camponeses, ele é afastado de sua casa por dragões forrageadores, e adotado por um eremita que vive na floresta, que o ensina a ler e o apresenta à religião. O eremita também dá seu nome a Simplício, pois ele era tão simples que não sabia qual era o seu próprio nome.
Após a morte do eremita, Simplicius deve se sobreviver sozinho. Ele é recrutado, ainda jovem, para um trabalho e, a partir daí, embarca em anos de coleta de comida, triunfo militar, riquezas, prostituição, doença e vida burguesa. Ele viaja para a Rússia, França e para um mundo alternativo habitado por tritões. O romance termina com Simplicius se voltando para uma vida de eremitério, denunciando o mundo como corrupto.

## Monstro da Ilustração da Capa
Muito foi escrito sobre desenho em placa de cobre da capa do livro, que retrata um enigmático monstro alado segurando um livro ilustrado.
A imagem é descrita como uma criatura com corpo composto a partir de partes de uma cabra, um peixe, um pássaro, um humano e com cabeça de sátiro (Satyrkopf, em vez de cabra/humano), formando uma Quimera. O rótulo pode ser adequado, sendo o sátiro um jogo de palavras da natureza "satírica" da obra, mas a referência "quimera" já foi criticada como estritamente incorreto, pois não combina com a quimera clássica (homérica) da variedade leão-cabra-serpente.
A criatura é identificada como a "fênix de cobre" (em alemão:  Phönix-Kupfer), uma personificação do "propósito do livro". Há um poema junto a fênix de cobre escrito em dístico, que deve fornecer alguma pista sobre seu significado. O autor de uma monografia sobre o assunto evita a identificação com a fênix.
A figura também foi interpretada como representação do verdadeiro autor (ou de sua obra narrativa), com o livro e a espada, ilustrando objetos mundanos, definindo diretamente sua identidade, enquanto as partes adicionais, como as asas (aludindo ao ar) e as nadadeiras e rabo de peixe (água) são pistas alusivas. 
Este homem desempenhou muitos papéis (indicados pelas máscaras espalhadas no chão), mas naquele momento veste a máscara do "ator satírico" para explicar o mundo ao seu público, enquanto aponta e gesticula com seu livro. A criatura existe como um todo, embora composta de partes estranhas e díspares, sendo a gravura em placa de cobre do título um emblema que preserva a "unidade da narrativa sobre o eu (ego)".
A noção de que a capa retrata Baldanders metamórficos mencionada pelo escritor Jorge Luis Borges, também é refutada.

## Recepção e Legado

### Crítica Literária
O romance é visto, por alguns críticos, como possuindo elementos autobiográficos, tirados das experiências de Grimmelshausen na guerra. Foi relatado que, quando criança, Grimmelshausen teria sido sequestrado por tropas hessianas e croatas, onde serviu como mosqueteiro.
O historiador Robert Ergang, no entanto, se baseia em Quellen und Forschungen zur Lebensgeschichte Grimmelshausens, de Gustav Könnecke, para afirmar que "os eventos que compõe o romance Simplicissimus dificilmente poderiam ter sido autobiográficos, já que [Grimmelshausen] viveu uma existência pacífica em cidades e vilas tranquilas na periferia da Floresta Negra, sendo que o material que ele incorporou em seu trabalho não foi retirado de experiências reais, mas emprestado do passado, coletado de boatos ou criado por uma imaginação vívida".

### Adaptações

#### Adaptações Literárias
O Aventuroso Simplicissimus tornou-se tão popular que seus feitos foram reproduzidos por autores de outros países europeus. A obra foi recriada em francês, inglês e turco. Um Simplicissimus húngaro (Ungarischer oder Dacianischer Simplicissimus) foi publicado em 1683. O autor permaneceu anônimo, mas agora é geralmente considerado Daniel Speer, nascido em Breslau.

#### Ópera
Johann Strauss II compôs uma opereta baseada no livro.
O compositor do século XX, Karl Amadeus Hartmann, escreveu uma ópera anti-guerra, baseada no romance, para orquestra de câmara em meados da década de 1930, com contribuições para o libreto de seu professor Hermann Scherchen.
A abertura é:

No Anno Domini 1618, 12 milhões viviam na Alemanha. Então, veio a grande guerra ... No Anno Domini 1648, apenas 4 milhões ainda viviam na Alemanha.
A primeira apresentação foi em 1948; Hartmann a compôs para orquestra completa em 1956. A versão de câmara (Des Simplicius Simplicissimus Jugend) foi reencenada pela Stuttgart State Opera, em 2004.

#### Série de televisão
Des Christoffel von Grimmelshausen abenteuerlicher Simplizissimus, foi uma dramatização histórica para televisão baseada na obra e produzida pela ZDF em 1975.

#### Tirinha Cômica
A história foi adaptada para uma tirinhas em quadrinhos de jornal por Raymond Lavigne e Gilbert Bloch, em 1954.

### Legado Cultural

#### Mascote da Cidade:Jägerken von Soest
Das Jägerken von Soest (em português: O Caçador de Soest) é um dos pseudônimos que Simplicius usa no romance. A cidade de Soest batizou o mascote local com o pseudônimo usado pelo personagem, em 1976. Todos os anos é escolhido um cidadão, que passa a representar a cidade e os projetos de caridade de sua escolha fantasiado.

#### Casa Simplicissimusem Renchen
O Simplicissimus-Haus é um museu na cidade de Renchen, que foi inaugurado em 1998 e tem como foco a recepção das obras de Grimmelshausen na arte moderna.
Na frente de sua fechada foi colocada uma estátua de bronze, de 1977, de Giacomo Manzù, que retrata Simplicius em seu personagem Das Jägerken von Soest.